# Холмогори (Холмогорський район)
Холмого́ри — село в Росії, адміністративний центр та найбільший населений пункт Холмогорського району Архангельської області. Населення — 4,6 тис. мешканців (2002 р.). Село розташоване в низовині Північної Двіни.

## Історія
Центр Холмогорської та Вазької єпархії, з 1731 р. - Архангелогородської та Холмогорської єпархії (1682-1762 рр.) Російської православної церкви (синодальної). Місцева традиція відносить виникнення міста до 1137 року (XII століття), ґрунтуючись на грамоті Чернігівського князя Святослава Ольговича. 

## Герб
Нині герб вцілому відповідає колористиці російського державного прапору, хоча за радянських часів і раніше герб міста (до 1925 року Холмогори мали саме такий статус) мав жовто-блакитну колористику з символікою губернії у верхній своїй частині, що мало своє відображення на значках та іншій геральдичній продукції періоду СРСР. 

## Відомі особи
Село Ломоносово поблизу Холмогор відоме як батьківщина Михайла Ломоносова.